# Acacia tenuifolia
Acacia tenuifolia är en ärtväxtart som först beskrevs av Carl von Linné, och fick sitt nu gällande namn av Carl Ludwig von Willdenow. Acacia tenuifolia ingår i släktet akacior, och familjen ärtväxter.

## Underarter
Arten delas in i följande underarter:
- A. t. producta
- A. t. tenuifolia
- A. t. veraensis